# Hydra canadensis
Hydra canadensis är en nässeldjursart som beskrevs av Rowan 1930. Hydra canadensis ingår i släktet Hydra och familjen Hydridae. Inga underarter finns listade i Catalogue of Life.